# Continental Basketball Association (1969–1974)
A Continental Basketball Association (CBA) foi uma liga de basquetebol estado-unidense semi-profissional que operou de 1969 a 1974.
Fundada em 1969,  a liga originalmente começou com a ideia de manter os jogadores de futebol americano dos estados centrais em forma durante as férias. O nome Continental foi escolhido em detrimento de Central States Basketball League de forma a ser mais apelativo para equipas de fora de Illinois e Wisconsin, onde se baseavam as ligas de futebol americano. A CBA operava com as regras da National Basketball Association, que incluiam o relógio de 24 segundos. Cada equipa jogava uma série de 20 jogos, 10 em casa e 10 fora.
As seis equipas inaugurais em 1969-70 estavam localizadas em Illinois (Decatur, Peoria, Rockford e  Waukegan), Michigan (Grand Rapids) e Wisconsin (Waukesha). A equipa de Waukesha começou a temporada em Cudahy, Wisconsin, mas foi relocalizada a meio da temporada devido à falta de adeptos. Apesar de estarem no topo da classificação da liga, os Medalist Mods estavam em segundo na assistência. Waukesha acabou por ganhar o título nessa temporada.
Durante a temporada de 1970-71, os Milwaukee Bucks da NBA fizeram um acordo para desenvolver jogadores com os Milwaukee Muskies da CBA. Os Bucks acabaram com a relação na temporada seguinte e os Muskies fecharam portas como consequência. Os Chicagoland Travelers (originalmente chamados Northwest Chicagoland Travelers) também fecharam as operações depois da temporada 1970-71 porque falharam em conseguir os custos anuais de operação de $20,000 a $30,000.
A CBA fechou portas depois da temporada de 1973-74.
| Temporada | Equipa                 | Ref           |
| --------- | ---------------------- | ------------- |
| 1969–70   | Waukesha Medalist Mods | [ 11 ]        |
| 1970–71   | Rockford Royals        | [ 12 ]        |
| 1971–72   | Lake County Lakers     | [ 13 ] [ 14 ] |
| 1972–73   | Grand Rapids Tackers   | [ 15 ]        |
| 1973–74   | Grand Rapids Tackers   | [ 16 ]        |

## Ligações Externas
- Continental Basketball Association 1969-70 to 1973-74 at APBR.org